# Дания на «Евровидении-1997»
Дания принимала участие в телевизионном конкурсе Евровидение-1997, который состоялся 3 мая в театре «Пойнт» в Дублине, Ирландия. Страна вернулась на Евровидение после вынужденного годового перерыва, связанного с провалом их заявки Kun med dig на аудиоквалификационном раунде, введённом Европейским вещательным союзом в 1996 году с целью ограничить растущее число стран, желающих выступить в финале. Данию в Дублине представлял известный рэпер Кёлиг Кай с композицией Stemmen i mit liv («Голос в моей жизни»). По итогам голосования он занял 16-е место из 25, набрав 25 очков. Этот результат привёл Данию к вылету из конкурса Евровидение-1998 и понижению её до «пассивного участника». Поэтому, Stemmen i mit liv стала предшественницей датской заявки на Евровидение-1999 This Time (I Mean It) в исполнении дуэта Трини Йепсен и Михаэля Тешля. Также Stemmen i mit liv стала последней заявкой на датском языке и вплоть до 2021 года страна предпочитала отправлять исключительно песни на английском языке. Конкурс был показан на телеканале DR1 с комментариями Ханса Отто Бисгаарда. Глашатаем, объявлявшим очки членов датского жюри, был телеведущий Бент Хениус.

## До «Евровидения»

### Dansk Melodi Grand Prix 1997
Начиная со своего дебюта на Евровидение-1957, Датское радио (DR) организовывало национальный отбор под названием Dansk Melodi Grand Prix. Победитель отбора получал право представлять Данию на Евровидение. Dansk Melodi Grand Prix 1997 состоялся 1 марта в телестудии Датского радио в Копенгагене. Ведущим был Ханс Отто Бисгаард. Десять песен было представлено во время отбора, а победитель был определён посредством только голосования телезрителей. Несмотря на победу Кёлига Кая с композицией Stemmen i mit liv, среди критиков и зрителей существовал определённый скепсис по поводу выбранной заявки. Дело в том, что Stemmen i mit liv была записана в жанре рэп-музыки, который, хоть и имел популярность в мире, на самом Евровидении успехом не пользовался. Так, на Евровидение-1995 Великобританию представляла группа Love City Groove с одноимённой песней, также записанной по канонам рэпа. Британцы заняли десятое место, но большого успеха в дальнейшем Love City Groove не снискала.
| Порядок выступления | Исполнитель           | Название песни                 | Автор(ы)                         | Голоса | Место |
| ------------------- | --------------------- | ------------------------------ | -------------------------------- | ------ | ----- |
| 1                   | Ларс Нильсен          | Du er den eneste               | Петер Михаэль                    | 535    | 8     |
| 2                   | Гри Харрит            | Mon du tænker en smule på mig  | Эрик Нильсен, Сёрен Коллеруп     | 185    | 10    |
| 3                   | Горм Булль Сарнинг    | Si' mig li' Mari               | Эббе Равн, Горм Булль Сарнинг    | 1,642  | 3     |
| 4                   | Мария Абель           | Hyldest til livet              | Мария Абель, Майкл Ронсон        | 1,275  | 5     |
| 5                   | Stay Tuned            | Hvor går man hen med kærlighed | Якоб Лаунбьерг                   | 452    | 9     |
| 6                   | Деннис Адемсен Йенсен | Livet er en ubåd               | Кнуд Андерсен, Михаэль Неергаард | 642    | 7     |
| 7                   | Кёлиг Кай             | Stemmen i mit liv              | Томас Лейгорд, Ларс Педерсен     | 5,695  | 1     |
| 8                   | Йетте Торп            | Utopia                         | Ибен Плеснер, Ивар Линд Грейнер  | 5,331  | 2     |
| 9                   | Ханс Олсен            | Et skyggespil                  | Катрин Борг, Ханс Олсен          | 916    | 6     |
| 10                  | Лей Моэ               | Vejen til paradis              | Кирстен Ойструп, Том Ойструп     | 1,432  | 4     |

## На «Евровидении»
В 1997 году Европейский вещательный союз внёс изменения в правила касательно квалификации стран. Согласно новым правилам, к конкурсу допускаются страна-победительница Евровидение-1996 и страны, имевшие высокий средний балл за предыдущие четыре конкурса. Средний балл Дании за предыдущие участия составил 50,5 баллов, что позволило допустить их к участию. Перед конкурсом РТЭ объявило, что Дания является основным претендентом на получение ноля очков и, скорее всего, финиширует последней. Однако после того, как Кёлиг Кай поставил на самого себя в букмекерской конторе, его шансы увеличились до получения 19-го места. В финале Кёлиг Кай выступал под номером 21, между Россией и Францией. По итогам голосования он занял 16-е место из 25, набрав 25 очков и, тем самым, оправдав сделанную им ставку. Несмотря на это, Дания оказалась среди пяти стран, получивших низкий средний балл за предыдущие пять конкурсов. Это привело к понижению страны до «пассивного участника» и вылету из состава конкурсантов 1998 года. Дания вернулась в 1999 году. Датское жюри присудило 12 очков Великобритании и ноль очков России. Россия также присудило Дании ноль очков. Дирижёром во время исполнения датской заявки был Ян Глесель.